# Dellys Starr
Dellys Starr (nome de batismo Franke, nascida em 2 de outubro de 1976) é uma ex-ciclista amadora australiana, especialista em provas de mountain bike. Competiu representando a Austrália nos Jogos Olímpicos de 2008, em Pequim, onde terminou em vigésimo sexto lugar na prova de cross-country.